# Evinfängelset

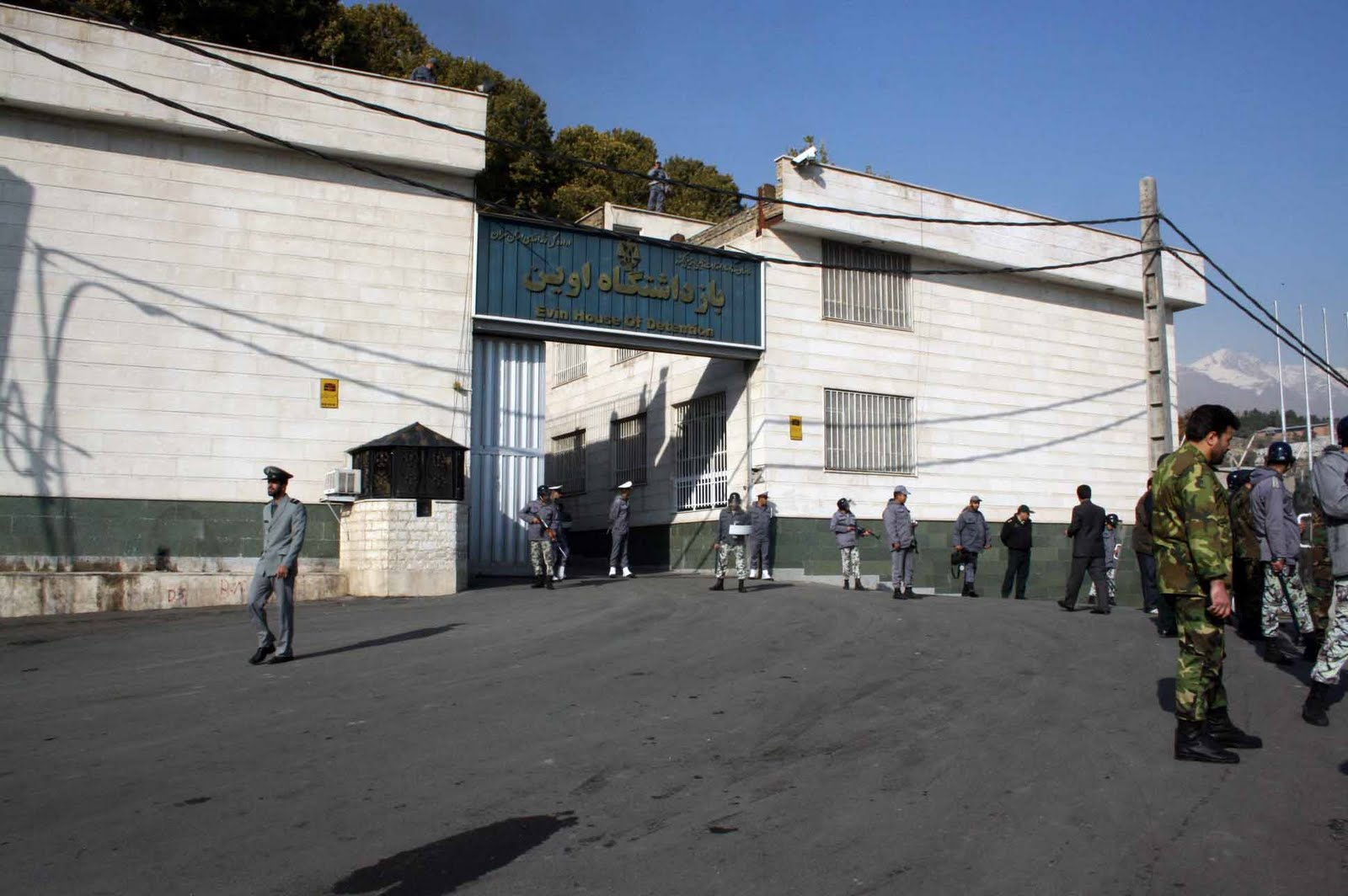
Evinfängelset.

Evinfängelset är ett fängelse i stadsdelen Evin i Teheran, Iran som öppnades 1972.

## Historia
Evinfängelset byggdes i byn Evin på en mark som tidigare ägdes av politikern och journalisten Zia od-din Tabatabai men övertogs efter hans död 1969 av staten som uppförde ett fängelse på platsen. Bredvid fängelset finns ännu en trädgård som heter "Zias trädgård". Fängelset var byggt efter amerikansk modell och började sin verksamhet 1972. Det hade ursprungen plats för 320 interner men antalet utökades 1977 till 1 500. Under islamiska revolutionen i slutet av 1970-talet släpptes alla fångar från fängelset. Det dröjde dock inte länge innan fängelset återigen var fyllt.
Evinfängelset har kommit att bli ökänt för att man där håller "oppositionella, journalister och utlänningar". Enligt Washington Post kontrolleras åtminstone delar av fängelset av Islamiska revolutionsgardets underrättelsetjänst.

## Verksamhet
I Evinfängelset finns i dag avdelningar för både kvinnor och män, där en del är avsedd för politiska fångar. Fängelset har blivit anklagat av bland annat Amnesty International för att tortera och misshandla fångar.
Bland kända fångar i Evinfängelset kan nämnas Iraj Mesdaghi, som 2019 lurade Hamid Noury till Sverige. Noury greps vid ankomst på Arlanda och anklagades och senare 2022 dömdes till livstids fängelse för att vara en nyckelperson i 1988 års avrättningar av iranska politiska fångar i Evinfängelset. Även Ahmadreza Djalali sitter fängslad där.
I september 2023 framkom att EU-tjänstemannen Johan Floderus suttit fängslad i Evinfängelset i över 500 dagar.
Floderus och Saeed Azizi som båda fängslats efter Nourys gripande i Sverige, något som lett till anklagelser om gisslantagning mot Iran, släpptes från fängelset i samband med en fångväxling mot Hamid Noury. Floderus och Azizi befinner sig efter fångväxlingen få fri fot i Sverige och Noury är frisläppt och befinner sig i Iran.
Nobelpristagaren Narges Mohammadi sitter fängslad i Evinfängelset.